# Limber

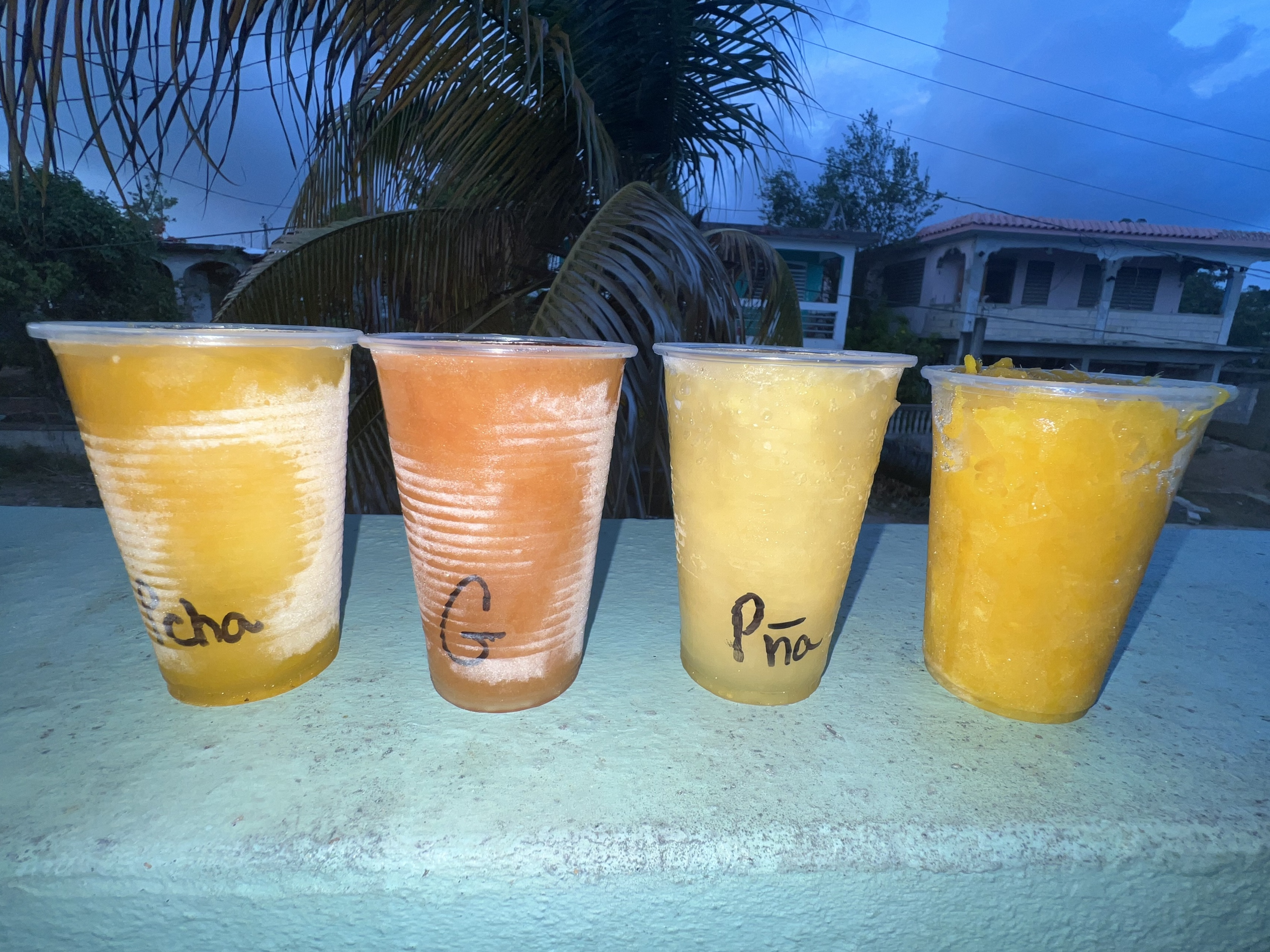
De izquierda a derecha: ramas de maracuyá, guayaba, piña y mango en Esperanza, Puerto Rico

Un limber, también conocido como limbel, es una golosina congelada tradicional de Puerto Rico, elaborada en numerosos sabores.
El término limber se deriva de la pronunciación en español del apellido del piloto Charles Lindbergh. Según la tradición local, Lindbergh visitó Puerto Rico en 1928 y fue recibido con un jugo congelado que más tarde se conoció como limbers o limbels.
Los limbers se congelan sin palo en vasos de papel o plástico, y en las cubetas de hacer hielo casero. Generalmente, están compuestos de algún líquido dulce como almíbares, cremas lácteas y jugos de frutas. Los sabores tradicionales incluyen parcha (maracuyá), tamarindo, piña, coco, y queso crema. También se pueden preparar con otros sabores frutales y lácteos. Los limbers se comen apretando el fondo del vaso para empujarlo hacia afuera, y también se pueden preparar en bolsitas plásticas para facilitar su consumo.
Fuera de Puerto Rico, los limbers se sirven durante el verano en áreas con una importante población de la diáspora puertorriqueña, incluyendo Nueva York, Florida, Massachusetts, y Chicago.

## Citas
1. 1 2 3 4  Peartree,.
2. 1 2 3  Cotto, 2020.